# To Live Again
To Live Again (frei übersetzt Wieder leben oder Um wieder zu leben) ist ein US-amerikanischer Dokumentar-Kurzfilm von Mel London aus dem Jahr 1963, der bei der 1964 stattgefundenen Oscarverleihung für und mit seinem Film für einen Oscar in der Kategorie „Bester Dokumentar-Kurzfilm“ nominiert war, sich jedoch Simon Schiffrin und dessen Film Chagall über den Künstler Marc Chagall geschlagen geben musste.

## Inhalt
Es handelt sich um eine aus vier Teilen bestehende Manifestation von Mel London zum Thema Krankheit und Wiedereingliederung. Zur Sprache kommt das Altern und wie die Parkinson-Krankheit ein Leben verändert. Des Weiteren geht es um die Themen Alkoholismus, Krankenhaus, Medizin und die Bronx in New York. 
Teil 1 war für den Oscar nominiert.

## Produktion, Veröffentlichung
Produziert wurde der Film von Wilding Picture Productions. Neben Mel London war auch Bernard Herschenson als Kameramann an dem Projekt beteiligt. Der ursprüngliche Urheberrechtsinhaber war das St. Barnabas Hospital, das auch den Vertrieb des Films übernahm.
Premiere hatte der Kurzfilm am 10. Juli 1963 in den Vereinigten Staaten.